# Climacostomidae
Famille
Les Climacostomidae sont une famille de Ciliés de la classe des Heterotrichea et de l’ordre des Heterotrichida.

## Étymologie
Le nom de la famille vient du genre type Climacostomum, dérivé du grec κλιμάκιο / klimákio, petite échelle, et στόμα / stoma, bouche.

## Description
De taille moyenne à grosse (jusqu'à 360 μm) Climacostomum est incolore ou de couleur verte due à la présence de zoochlorelles et en forme de sac, modérément aplatie dorso-ventralement. La surface abdominale est plate à quelque peu creusée, le dos est arqué. Le côté droit est modérément convexe, à légèrement concave.
Ils sont très peu contractiles.
L'extrémité antérieure est tronquée, et inclinée vers la gauche ; l'extrémité postérieure est arrondie à légèrement rétractée. Le péristome est large et modérément long, rayé en spirale parallèlement à la marge gauche et finement cilié.
La bouche est large, débouchant sur un long œsophage en forme de genou. La cellule est uniformément ciliée.
À l’extrémité postérieure existe une vacuole contractile pourvue de deux canaux d'alimentation, qui cheminent de chaque côtés jusqu’à l'extrémité antérieure ; cependant, le canal droit est souvent absent.
Le macronucléus est ovale et central ou longuement rubané et en forme d'alambic.
Les mouvements de l'organisme sont rapides, le plus souvent en cercles d’envergure égale à courbure du corps.
Les kystes sont ovales à piriformes (en forme de poire).

## Habitat
Climacostomum regroupe des organismes d'eau douce.

## Liste des genres
Selon GBIF (21 janvier 2023) :
- Climacostomum Stein, 1859  genre type[3].
  - Synonyme Spirostomum virens Ehrbg., 1834
- Fabrea Henneguy, 1890
- Parastentor Vuxanovici, 1961
- Pediostomum Kahl, 1932

- Climacostomum sp.
(sans algue symbiote)
Légendes successives :
Poche cytopharyngée.
Tube cytopharyngé coudé.
Vacuole contractile postérieure.

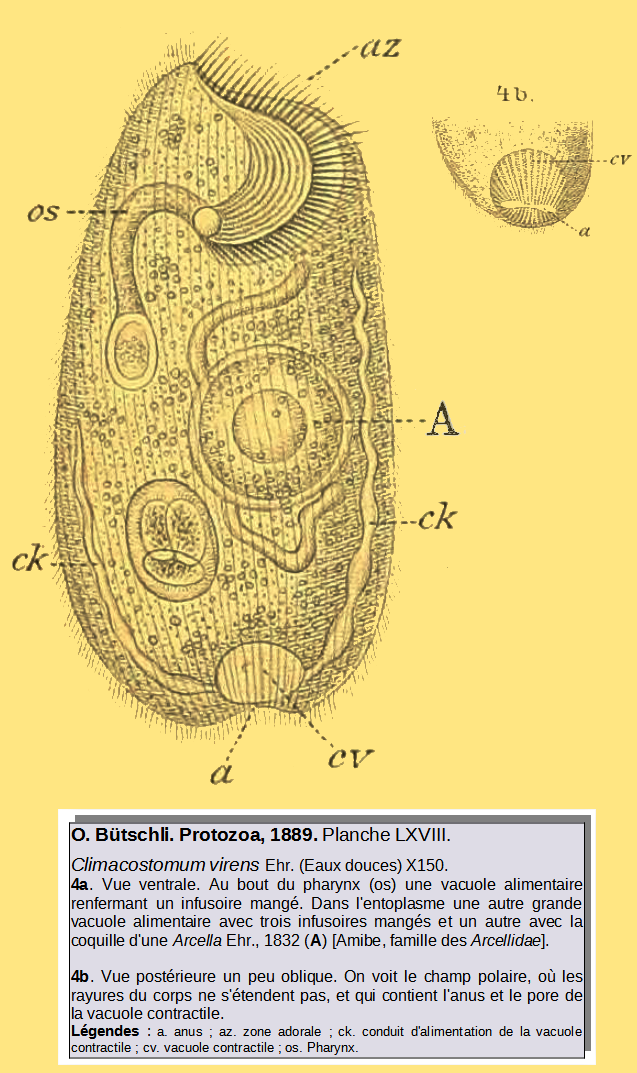
Climacostomum virens (Ehrenberg, 1834) Stein, 1859.
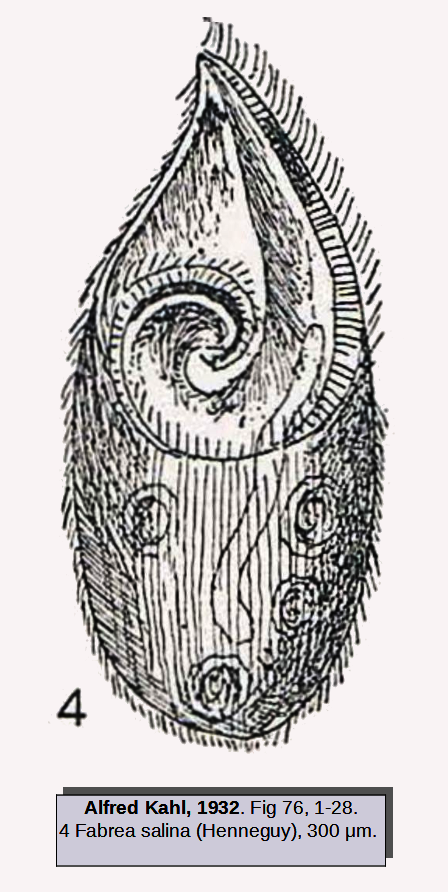
Fabrea salina Henneguy, 1890 (d'après Kahl 1932).

## Systématique
Le nom valide de ce taxon est Climacostomidae Repak, 1972.